# Sparta Kijów
FK Sparta Kijów (ukr. ФК «Спарта» Київ) – ukraiński klub piłki nożnej oraz futsalu mężczyzn i kobiet, mający siedzibę w mieście Kijów w środkowo-północnej części kraju, grający w latach 2000–2012 w rozgrywkach futsalowej Wyższej Ligi kobiet, a w 2004 w piłkarskiej Wyższej ligi.

## Historia
Chronologia nazw:
- 2000: FK SocTech Kijów (ukr. ФК «СоцТех» Київ)
- 2007: FK Kyjiwhaz Kijów (ukr. ФК «Київгаз» Київ)
- 2008: FK Sparta K Kijów (ukr. ФК «Спарта К» Київ)
- 2009: FK Sparta K KDJuSSz Spartak Kijów (ukr. ФК «Спарта К» КДЮСШ «Спартак» Київ) – po nawiązaniu współpracy z FST Spartak Kijów
- 2016: FK Sparta Kijów (ukr. ФК «Спарта» Київ)

Klub futsalu SocTech został założony w Kijowie w 2000 roku. W sezonie 2000/01 drużyna futsalu zgłosiła się do rozgrywek futsalowej Wyższej Ligi kobiet, zajmując przedostatnie piąte miejsce, a w Pucharze Ukrainy dotarła do finału. W następnym sezonie 2001/02 zespół zajął trzecie miejsce w mistrzostwach i znów przegrał w finale Pucharu Ukrainy. W 2004 drużyna startowała w Wyższej lidze na dużym boisku, ale po rundzie pierwszej zrezygnowała z dalszych występów, zajmując końcowe 7.miejsce. W sezonach 2005/2006 i 2006/2007 ponownie został brązowym medalistą mistrzostw. Dopiero w 2007 klub zdobył swój pierwszy trofeum, Puchar Ukrainy. Sezon 2007/08 zespół występował z nazwą Kyjiwhaz. W 2008 klub zmienił nazwę na Sparta K, a w 2008 roku po nawiązaniu współpracy z FST Spartak Kijów nazwa klubu brzmiała Sparta K KDJuSSz Spartak Kijów.

## Barwy klubowe, strój, herb, hymn
|  |  |

Klub ma barwy biało-czerwone. Piłkarki domowe spotkania zazwyczaj grają w białych koszulkach, czerwonych spodenkach oraz białych getrach.

## Sukcesy

### Trofea międzynarodowe
Nie uczestniczył w rozgrywkach europejskich (stan na 31-05-2021).

### Trofea krajowe
futsal
| \| \| Zdobyte trofea w rozgrywkach Ukrainy (stan na: 31-05-2021) \| |                                                            |      |                                                                  |
| Rozgrywki                                                           | Osiągnięcie                                                | Razy | Sezon(y)                                                         |
| · Mistrzostwo                                                       | I miejsce                                                  | 0    |                                                                  |
| · Mistrzostwo                                                       | II miejsce                                                 | 0    |                                                                  |
| · Mistrzostwo                                                       | III miejsce                                                | 6    | 2001/2002, 2005/2006, 2006/2007, 2007/2008, 2009/2010, 2010/2011 |
| Puchar                                                              | zdobywca                                                   | 1    | 2007                                                             |
| Puchar                                                              | finalista                                                  | 4    | 2001, 2002, 2003, 2005                                           |
| · Superpuchar                                                       | zdobywca                                                   | 0    |                                                                  |
| · Superpuchar                                                       | finalista                                                  | 0    |                                                                  |
| II liga                                                             | I miejsce                                                  | 0    |                                                                  |
| II liga                                                             | II miejsce                                                 | 0    |                                                                  |
| II liga                                                             | III miejsce                                                | 0    |                                                                  |
| Ukraina                                                             | Zdobyte trofea w rozgrywkach Ukrainy (stan na: 31-05-2021) |      |                                                                  |

piłka nożna
| \| \| Zdobyte trofea w rozgrywkach Ukrainy (stan na: 31-05-2021) \| |                                                            |      |          |
| Rozgrywki                                                           | Osiągnięcie                                                | Razy | Sezon(y) |
| Mistrzostwo                                                         | I miejsce                                                  | 0    |          |
| Mistrzostwo                                                         | II miejsce                                                 | 0    |          |
| Mistrzostwo                                                         | III miejsce                                                | 0    |          |
| Mistrzostwo                                                         | 7.miejsce                                                  | 1    | 2004     |
| Puchar                                                              | zdobywca                                                   | 0    |          |
| Puchar                                                              | finalista                                                  | 0    |          |
| II liga                                                             | I miejsce                                                  | 0    |          |
| II liga                                                             | II miejsce                                                 | 0    |          |
| II liga                                                             | III miejsce                                                | 0    |          |
| Ukraina                                                             | Zdobyte trofea w rozgrywkach Ukrainy (stan na: 31-05-2021) |      |          |

## Poszczególne sezony
futsal
piłka nożna

### Rozgrywki międzynarodowe

#### Europejskie puchary
Nie uczestniczył w rozgrywkach europejskich (stan na 31-05-2021).

### Rozgrywki krajowe
futsal
| \| \| Bilans występów klubu w rozgrywkach Ukrainy (Stan na 31 maja 2021 r.) \| |                                                                       |        |       |   |   |   |    |    |     |           |        |        |      |
| Poziom                                                                         | Rozgrywki                                                             | Sezony | Mecze | Z | R | P | B+ | B– | Pkt | Lata      | Awanse | Spadki | Naj. |
| I                                                                              | Wyszcza liha                                                          | 12     |       |   |   |   |    |    |     | 2000–2012 | 0      | 0      | 3    |
| II                                                                             | Persza liha                                                           | 0      |       |   |   |   |    |    |     |           | 0      | 0      |      |
|                                                                                | Puchar Ukrainy                                                        | ?      |       |   |   |   |    |    |     | 2001–2012 | 0      | 0      | 1    |
| Ukraina                                                                        | Bilans występów klubu w rozgrywkach Ukrainy (Stan na 31 maja 2021 r.) |        |       |   |   |   |    |    |     |           |        |        |      |

piłka nożna
| \| Ukraina \| Bilans występów klubu w rozgrywkach piłkarskich Ukrainy (Stan na 31 maja 2021 r.) \| \| |                                                                                   |        |       |   |   |   |    |    |     |      |        |        |      |
| Poziom                                                                                                | Rozgrywki                                                                         | Sezony | Mecze | Z | R | P | B+ | B– | Pkt | Lata | Awanse | Spadki | Naj. |
| I | Wyszcza liha                                                                      | 1      |       |   |   |   |    |    |     | 2004 | 0      | 1      | 7    |
| II | Persza liha                                                                       | 0      |       |   |   |   |    |    |     |      | 0      | 0      |      |
| | Puchar Ukrainy                                                                    | 0      |       |   |   |   |    |    |     |      | 0      | 0      |      |
| Ukraina                                                                                               | Bilans występów klubu w rozgrywkach piłkarskich Ukrainy (Stan na 31 maja 2021 r.) |        |       |   |   |   |    |    |     |      |        |        |      |

## Struktura klubu

### Hala
Drużyna rozgrywa swoje mecze w Hali Spartak, znajdującej się przy ul. Kyryłowśka 105 w Kijowie.

### Inne sekcje
Klub oprócz głównej drużyny prowadzi drużynę młodzieżowe oraz dla dzieci, grające w turniejach miejskich.

### Derby
- DJuSSz-18 Kijów
- NUChT Kijów